# Флаг Иллинойса
Флаг Иллино́йса (англ. Flag of Illinois) — один из символов американского штата Иллинойс.
В 1912 году, местным отделением организации «Дочери Американской революции», возглавляемой Эллой Парк Лоренс, был объявлен конкурс на флаг штата Иллинойс. Победу одержал флаг, автором которого являлась Люси Дервент. 6 июля 1915 года, после одобрения флага в правительстве и сенате штата, он был официально учреждён флагом штата Иллинойс.
В 1960-х годах, Chief Petty Officer Брюс Макданиел подал прошение, чтобы на флаг штата было добавлено его название. Он мотивировал это тем, что многие из тех, с которыми он служил во время Вьетнамской войны, не могли идентифицировать данный флаг, как флаг штата Иллинойс. 17 сентября 1969 года губернатор штата Ричард Б. Оджилви подписал дополнение к закону о флаге и 1 июля 1970 года этот закон вступил в силу. Новый дизайн печати штата на флаге и надпись на нём, были разработаны миссис Санфорд Хучинсон.

## Описание флага
Флаг штата Иллинойс представляет собой прямоугольное полотнище белого цвета в центре которого изображена большая печать штата Иллинойс.
На печати изображён белоголовый орлан, сидящий на камне с датами 1818 (год образования штата) и 1868 (год принятия новой версии печати штата). В клюве орёл держит ленту с девизом State Sovereignty, National Union (с англ. — «Суверенный штат, Союз Наций»). Надпись «Суверенный штат» располагается в начале девиза, хотя сам штат был среди победителей Союза, боровшихся против этого суверенитета, во времена гражданской войны. Поэтому надпись Sovereignty расположена вверх тормашками.